# Théophile de Bock
Théophile Emile Achille de Bock (Haia, 14 de janeiro de 1851 – Haarlem, 22 de novembro de 1904) foi um pintor de paisagens holandês pertencente à Escola de Haia.

## Biografia
De Bock nasceu em Haia nos Países Baixos em 14 de janeiro de 1851, o filho mais velho de oito de Heinrich Wilhelmus Eduard de Bock com sua segunda esposa Wilhelmina Thomassen. Ao nascer ele era um filho ilegítimo, sendo legitimado em 1854 quando seus pais se casaram. Heinrich de Bock era um ex-oficial militar e funcionário público ligado à área de armazéns. De Bock mudou-se junto com sua família para Delft quando tinha três anos de idade, passando toda sua infância na cidade. Ele retornou a Haia em 1869 e começou a trabalhar na Companhia Ferroviária Holandesa aos dezoito anos de idade.
Ele era completamente inadequado para trabalho de escritório. De Bock levava sua caixa de pincéis e tintas, muitas vezes deixando seu trabalho para pintar paisagens, aprimorando sua técnica sozinha. Ele foi demitido e passou a pintar em tempo integral, para a desaprovação de seu pai. O filantropo e mecenas Jan Kneppelhout falou com De Bock e colocou o pintor Simon van den Berg para supervisionar seu treinamento. De Bock não concordava com a mentalidade de Kneppelhout e, depois de um tempo, rompeu com ele e tornou-se aluno de Jan Willem van Borselen e depois de Jan Hendrik Weissenbruch, por meio deste passando a fazer parte da Escola de Haia.
Suas obras eram inicialmente bem cinzas, algo que lhe valeu algumas críticas. Por meio de Jacob Maris, que havia comprado um quadro seu em 1871, De Bock viajou em 1878 para Barbizon na França, uma colônia de artistas perto de Paris, onde permaneceu até 1880. Suas pinturas ficaram mais coloridas sob a influência de Jean-François Millet, Jean-Baptiste Camille Corot e Théodore Rousseau. Esta foi uma época de grande trabalho, dúvida e depressão para De Bock, com ele também ficando atraído pela vida no campo e pela ideia de pintar en plein air.
De Bock conheceu Vincent van Gogh em 1881 em Haia e os dois mantiveram contato próximo até 1883. Eles visitaram juntos o recém inaugurado Panorama Mesdag, que De Bock tinha contribuído com alguns quadros. Ele se casou em 5 de outubro de 1887 com Catharina Petronella Bloklander, com quem teve sete filhos. De Bock fundou o Círculo de Arte de Haia em 1891, sendo seu presidente durante anos, muitas vezes chamando pintores, escritores e músicos para se reunirem e discutirem arte. Ele viajou e morou por algum tempo em várias cidades dos Países Baixos para pintar, finalmente estabelecendo-se em 1895 em Renkum junto com sua família, criando seu estúdio na casa ao lado.
De Bock mudou-se para Haarlem em 1902, morrendo na cidade aos 53 anos de idade em 22 de novembro de 1904. Ele foi homenageado um ano depois pelo Círculo de Arte de Haia com uma grande exposição retrospectiva. Muitas de suas obras hoje estão exibidas em vários museus dos Países Baixos, Bélgica e Canadá.